# Oides melanocephala
Oides melanocephala es una especie de insecto coleóptero de la familia Chrysomelidae.
Fue descrita científicamente en 1835 por Boisduval.